# Komunální útvar
Komunální útvar nebo místní samosprávní celek (rusky муниципальное образование) je část území Ruské federace, v jehož rámci se spolu státem řízenou místní správou reší pouze místní záležitosti. Místní samospráva se provádí přímo a (nebo) prostřednictvím volených a dalších orgánů místní samosprávy s cílem řešit záležitosti místního významu. Na území komunálních útvarů se sdílejí pravomoci mezi orgány veřejné správy a místní samosprávy.
Od května 2014 zákonodárství Ruské federace stanovuje možnost vytvoření sedmi typů komunálních útvarů. Komunální útvary jsou stanoveny, rušeny nebo měněny podle zákonů Ruské federace. Komunální útvary některých typů jsou součástí komunálních útvarů jiných typů. Komunální útvar existují na celém území Ruské federace. Největším komunálním útvarem v Rusku co se rozlohy týče je Tajmyrský Dolgano-něněcký komunální rajón, z hlediska počtu obyvatel je to městský okruh města Novosibirsk.

## Typy komunálních útvarů
V souladu s článkem 2 Federálního zákona ze dne 6. října 2003 № 131-ФЗ „O obecných zásadách organizace místní samosprávy v Ruské federaci“ bylo stanoveno na území Ruské federace 5 typů komunálních útvarů:
- vesnický okres (rusky сельское поселение) je jeden nebo více sjednocených území venkovských sídelních útvarů (osada, vesnice, stanice, žutor, kišlak, aul a dalších vesnických sídelních útvarů), ve kterých je stanovena místní vláda vykonává obyvatel přímo a (nebo) prostřednictvím volených a dalších orgánů místní samosprávy. Odpovídá selsovětům (vesnická rada) za dob sovětské éry a zemstům v období před započetím sovětského uspořádání. Vesnický okres je součástí komunálních rajónů.

- městský okres (rusky городское поселение) je městečko nebo sídlo městského typu, ve kterém je místní samospráva vykonávána obyvateli přímo a (nebo) prostřednictvím volených a dalších orgánů místní samosprávy. Městské okresy nejsou městskými okruhy, ale jsou součástí komunálních rajónů.

- komunální rajón (rusky муниципальный район) je seskupení několika okresů (venkovských a/nebo městských) a meziobcních území, sjednocených do společného území, ve kterém je místní samospráva vykonávána s cílem řešit záležitosti místního významu meziobcní povahy obyvateli přímo a (nebo) prostřednictvím volených a dalších orgánů místní samosprávy, které mohou vykonávat určitou státní pravomoc, přesenou na orgány místní samosprávy federální zákony a zákony Ruské federace.

- městský okruh (rusky городский округ) je městský okres, který není součástí komunálního rajónu. Orgány místní samosprávy nesou své pravomoci na základě rozhodnutí Federálního zákona o otázkách místního významu.

- vnitřněměstské území města federativního významu (rusky внутригородская территория города федерального значения) je část území města federálního významu, ve kterém je místní samospráva vykonávána obyvateli přímo a (nebo) prostřednictvím volených a dalších orgánů místní samosprávy.

Federálním zákonem № 136−ФЗ byly ustanoveny s platností od 27. května 2014 dva nové komunální útvary, a to:
- městský okruh s vnitřněměstským rozdělením (rusky городской округ с внутригородским делением) je městský okruh, v němž jsou v souladu s právem subjektu Ruské federace uspořádány meziměstské rajóny jako vnitřněměstské komunální útvary.

- vnitřněměstský rajón (rusky внутригородской район) je vnitřněměstský komunální útvar na části území městskéého okruhu s vnitřněměstským dělením, ve kterém se místní samospráva vykonává obyvateli přímo a (nebo) prostřednictvím volených a dalších orgánů místní samosprávy.